# E-Lecture
Als E-Lecture werden digitale Aufzeichnungen von Vorlesungen bezeichnet, die von einer Bildungseinrichtung über das Internet den Lernenden zugängig gemacht werden. Sie beinhalten im Allgemeinen die angezeigten Folien (inklusive Markierungen darauf), den Ton und zumeist auch das Video des Vortragenden. E-Lectures sind als spezielle Form des E-Learning aufgrund der einfachen Erstellung des Materials im regulären Vorlesungsbetrieb sehr populär. Verwandte Begriffe sind zum Beispiel Rapid E-Learning (ohne Bezug zu einer konkreten Vorlesung) oder Podcasting (ohne expliziten Lernbezug).
Mehrere Hochschulen bieten inzwischen ihre Vorlesungen auch als E-Lecture an. Die Effektivität dieser Vorgehensweise ist umstritten, insbesondere, weil häufig keine signifikanten Unterschiede im Lernerfolg zwischen Präsenzveranstaltungen und E-Lectures vorgefunden werden.

## Werkzeuge zur Erstellung von E-Lectures
In den vergangenen Jahren ist eine Vielzahl von Werkzeugen und Lehrtechnologien für die Erstellung von Vorlesungsaufzeichnungen entstanden. Beispielhaft seien hier Lecturnity von imc, tele-TASK vom Hasso-Plattner-Institut Potsdam, Camtasia Studio von TechSmith oder Captivate von Adobe genannt. Zu diesen meist kommerziellen Werkzeugen hat sich die opencast Community das Ziel gesetzt, Standards für e-Lectures im akademischen Bereich zu etablieren. Hier sei das Projekt Matterhorn besonders zu nennen. Das Leistungsspektrum reicht vom einfachen Screencast auf Pixelbasis bis zur synchronisierten Übernahme von grafischen, textuellen und audiovisuellen Inhalten, im Projekt Matterhorn darüber hinaus von automatisierter Verarbeitung hin zur Veröffentlichung im Web und eigenen Portalen.